# Коса (причёска)

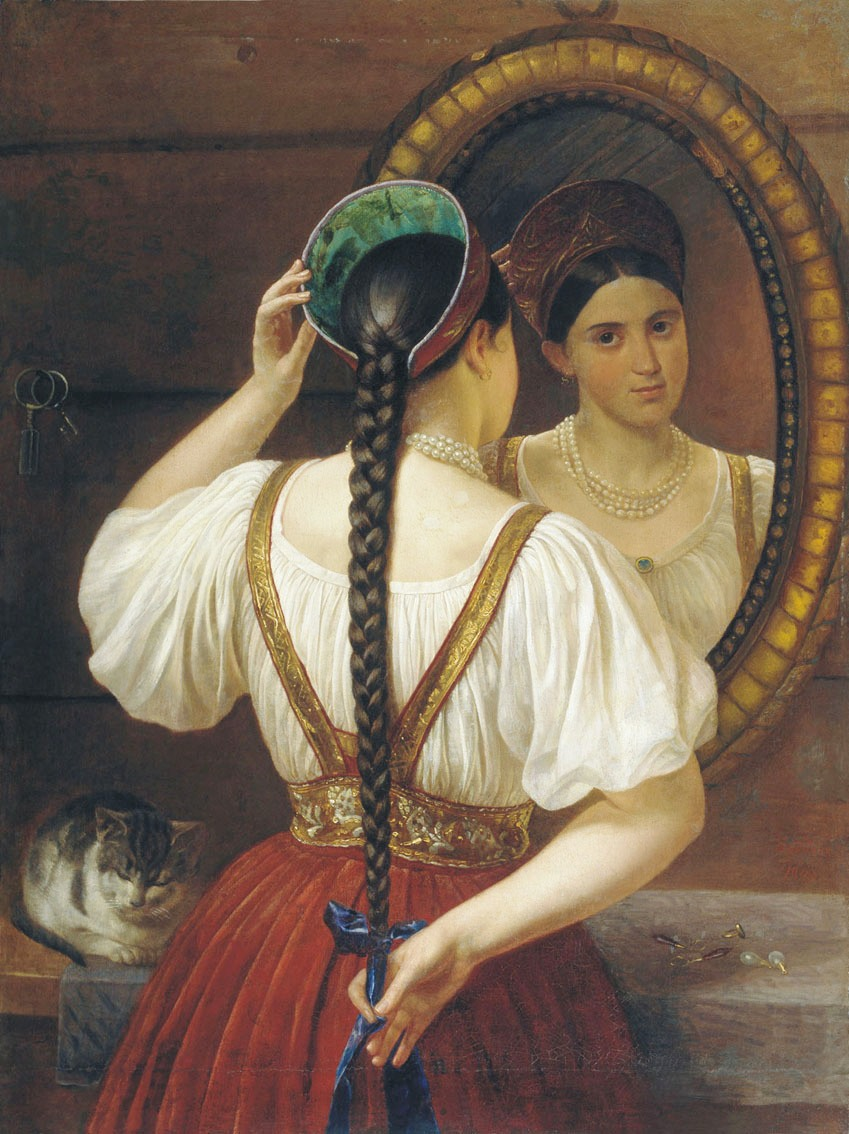
Будкин Ф. О. «Девушка перед зеркалом» 1848

Коса́ — причёска, при которой несколько прядей волос на голове человека сплетаются вместе.
При простой косе волосы разделяются на три одинаковые пряди. Внешняя прядь (попеременно левая и правая) переплетается со средней. Конец заплетённой косы закрепляется с помощью резинки, заколки, ленты или другого приспособления. Вопреки распространённому мнению, коса является как мужской, так и женской причёской.

## История и культура

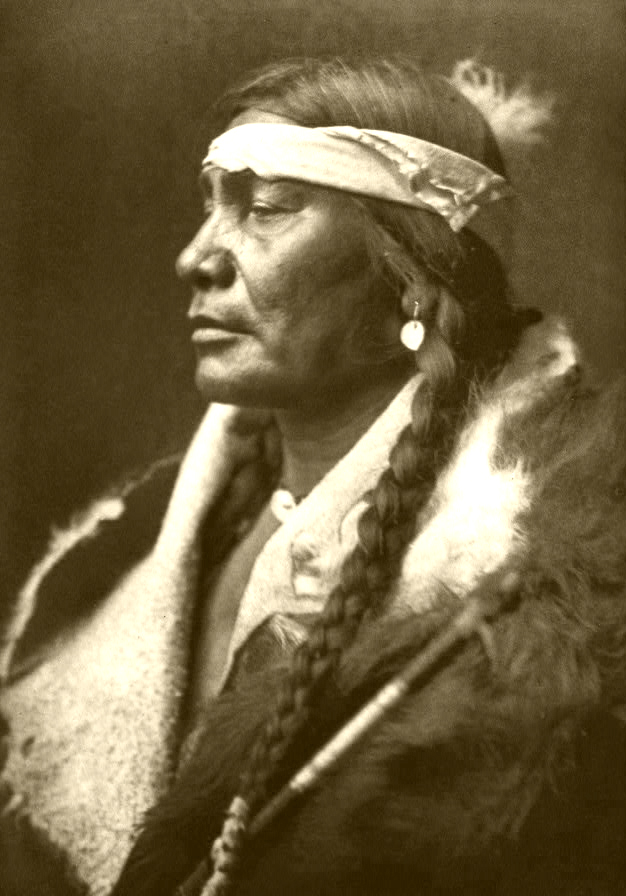
Индеец из резервации Форт-Белкнап непонятной племенной принадлежности (ассинибойн или гровантр)

Древние египтяне обычно брили головы, но также носили парики с косичками. Детям до инициации обривали головы, оставляя «локон юности» — символ несовершеннолетия. Также сан sem-жрецов предполагал ношение юношеского локона.
Библейский герой Самсон носил на голове семь кос, в которых была заключена его сила.
Китайцы не стригли волосы, а собирали их в узел при помощи шпильки. Но в 1644 году после вторжения маньчжуров всех китайских мужчин обязали брить переднюю часть головы, а волосы заплетать в длинную косу (см. бянь-фа).
Индейцы Великих равнин нередко собирали волосы в две косы по бокам головы (сиу, кроу, чейенны, арапахо, команчи и некоторые ассинибойны) или одну косу, а волосы с другой стороны оставляли распущенными (сиу, шошоны и кайова); представители некоторых племён могли носить косу на лбу (чейенны, черноногие, гровантры и сарси).
В Греции и Риме носили сложные причёски из кос. Овидий и ряд других авторов I—II веков упоминают о накладных косах.
В Древней Руси девушки до замужества заплетали волосы в косу, украшая её на конце лентой или «косником» («накосником»). Замужняя женщина волосы собирала в две височные косы. Существовал обряд, посвящённый прощанию с девичьей свободой: накануне свадьбы под пение печальных песен переплетали одну косу в две. Причёска замужней женщины была сделана в виде короны, в которой косы укладывались вокруг головы и покрывались маленькой полотняной шапочкой (повойником).
Во время крепостного права в России обычным наказанием для провинившихся дворовых девушек было срезание косы. В труде Якушкина: «Обычное право» (т. I, стр. ХХХХ; II, §§ 1289, 2262, 2289, 2344) собраны свидетельства об отрезании косы у женщин за прелюбодеяние по определению крестьянского суда. В народной поэзии потеря косы служила символом потери невинности. Отрезание косы за прелюбодеяние практиковалось, по свидетельству Тацита, и древними германцами. У кавказских лакцев обрезание косы у девушки считалось большим оскорблением.

## Виды плетения кос

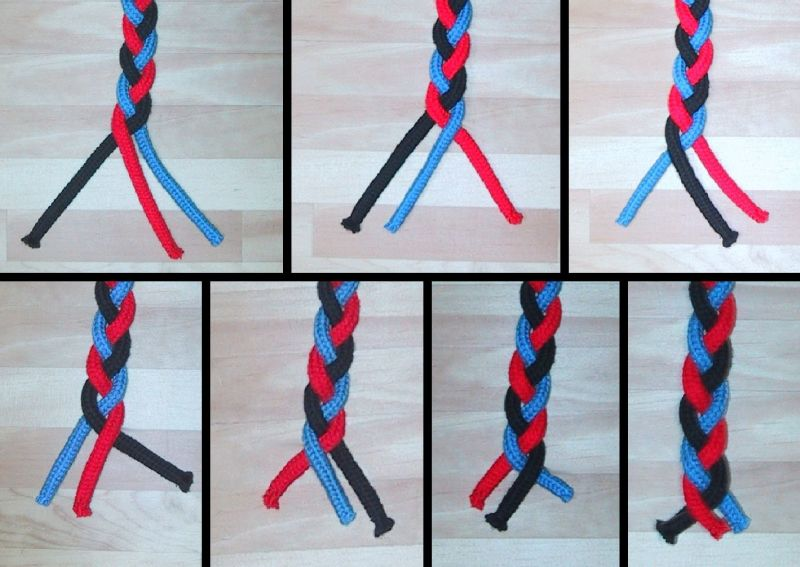
Порядок плетения простейшей косы

Существует огромное количество плетений кос которые не ограничивается классической французской косой.
- ажурные (вытянутые), ажурные с вытянутыми прядями
- объёмная французская коса
- кельтский узел
- коса из 4, 5 ,6, 7 и так далее прядей
- щучий хвост (обычный и объёмный)
- коса на косе
- коса с лентой
- коса шахматка
- однопрядная коса с лентой
- двупрядная коса с лентой
- коса с двумя лентами
- коса водопад
- круглая коса
- квадратная коса
- с одной центральной
- улитка
- плетение «морская рябь» / «кольчуга»
- скат
- техника «Бутербродного подплёта»
- водопад
- узел «Жозефина»
- корзинка
- коса из пузырьков
- коса «Молния»
- плетение «Голливудская волна»
- коса «Ёлочка»
- коса наоборот
- коса из «пузырьков»
- плетение Лино Руссо с шарфом
- плетение «венок»
- французские спиральки
- коса из жгутов
- «Слоеная» коса
- русская коса[англ.] (причёска и вид плетения жгутов, галунов)

## Знаменитые носители кос

### Реальные
- Тимошенко, Юлия Владимировна — премьер-министр Украины с 2007—2010 год, одна из влиятельнейших женщин по версии Форбс за 2005 год.
- Леся Украинка — украинская поэтесса, писательница.
- Вилли Нельсон — музыкант.
- Вагнер Лав — футболист[4][5].
- Костя Цзю — боксёр (носил косу в недалёком[когда?] прошлом).
- Кало, Фрида — мексиканская художница.

### Вымышленные
- Рапунцель — героиня одноимённой народной сказки.
- Лара Крофт — героиня серии видеоигр Tomb Raider. В поздних сериях косу заменили хвостом.
- Вега — персонаж серии компьютерных игр Street Fighter. Носит очень длинную косу.
- Маруся Орлова — из фильма «Первоклассница»
- Наринэ Абгарян — из сериала «Манюня»
- Йошико Ханамура — из аниме «Ведьма Салли»
- Кэмми Уайт[англ.] — персонаж серии компьютерных игр Street Fighter. Носит две длинных косы.
- Ранма Саотоме — заглавный персонаж манги и аниме «Ранма ½». Начал носить косу после случайного употребления супа из драконьего уса, что заставило его волосы бесконечно расти, если они не были увязаны в косу и закреплены другим драконьим усом. Позже магический эффект закончился, но Ранма продолжал носить косу уже по привычке.
- Обеликс — персонаж комиксов, мультфильмов и фильмов.
- Китнисс Эвердин — главная героиня серии книг Сьюзен Коллинз «Голодные игры».
- Финдекано (Фингон) — персонаж «Сильмариллиона», вплетал в косы золотые ленты.
- Джулия Чан, Мишель Чан, Фэн Вэй — персонажи серии игр Tekken.
- Юри Сакадзаки[англ.] — одна из главных героинь серий игр Art of Fighting и The King of Fighters.
- Айрис Гейнсборо — персонаж Final Fantasy VII
- Джинкс (League of Legends) - одна из самых популярных персонажей вселенной видеоигры.